# Пауатан (округ)
Округ Пауатан (англ. Powhatan County) располагается в США, в штате Виргиния. По состоянию на 2010 год, численность населения составляла 28 046 человек. Был образован в 1777 году.

## География
По данным Бюро переписи США, общая площадь округа равняется 679 км², из которых 673 км² суша и 5 км² или 0,8 % это водоёмы.

### Соседние округа
- Гучленд (Виргиния) — север
- Честерфилд (Виргиния) — восток
- Амилия (Виргиния) — юг
- Камберленд (Виргиния) — запад

## Демография
По данным переписи населения 2000 года в округе проживает 22 377 жителей в составе 7 258 домашних хозяйств и 5 900 семей. Плотность населения составляет 33 человека на км². На территории округа насчитывается 7 509 жилых строений, при плотности застройки 11 строений на км². Расовый состав населения: белые — 81,50 %, афроамериканцы — 16,91 %, коренные американцы (индейцы) — 0,21 %, азиаты — 0,21 %, представители других рас — 0,33 %, представители двух или более рас — 0,84 %. Испаноязычные и латиноамериканцы составляли 0,82 % населения независимо от расы.
В составе 37,50 % из общего числа домашних хозяйств проживают дети в возрасте до 18 лет, 69,70 % домашних хозяйств представляют собой супружеские пары проживающие вместе, 8,10 % домашних хозяйств представляют собой одиноких женщин без супруга, 18,70 % домашних хозяйств не имеют отношения к семьям, 14,60 % домашних хозяйств состоят из одного человека, 4,80 % домашних хозяйств состоят из престарелых (65 лет и старше), проживающих в одиночестве. Средний размер домашнего хозяйства составляет 2,74 человека, и средний размер семьи 3,03 человека.
Возрастной состав округа: 24,00 % моложе 18 лет, 7,30 % от 18 до 24, 34,70 % от 25 до 44, 25,60 % от 45 до 64 и 8,40 % от 65 и старше. Средний возраст жителя округа 37 лет. На каждые 100 женщин приходится 122,30 мужчин. На каждые 100 женщин старше 18 лет приходится 126,70 мужчин.
Средний доход на домохозяйство в округе составлял 53 992 USD, на семью — 58 142 USD. Среднестатистический заработок мужчины был 37 948 USD против 28 204 USD для женщины. Доход на душу населения составлял 24 104 USD. Около 4,80 % семей и 5,70 % общего населения находились ниже черты бедности, в том числе — 7,90 % молодежи (тех кому ещё не исполнилось 18 лет) и 8,60 % тех кому было уже больше 65 лет.